# Hélder Câmara

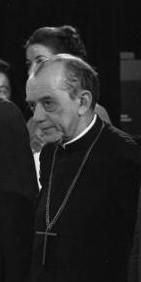
Hélder Pessoa Câmara

Hélder Pessoa Câmara (sinh ngày 7.2.1909 tại Fortaleza, Ceará, Đông Bắc Brasil  -  từ trần ngày 27.8.1999 tại Recife) là tổng Giám mục Công giáo của tổng giáo phận Olinda và Recife.

## Tiểu sử
Ông là con của João Câmara Filho và Adelaide Pessoa Câmara, được thụ phong linh mục ngày 15.8.1931 tại Fortaleza. Ông được bổ nhiệm làm Giám mục phụ tá giáo phận Rio de Janeiro ngày 3.3.1952 và được Giám mục Jaime de Barros Câmara làm lễ tấn phong chức Giám mục ngày 20.4.1952.
Ngày 12.3.1964, ông được bổ nhiệm làm tổng Giám mục tổng giáo phận Olinda và Recife ở miền đông bắc Brasil, một trong những vùng nghèo nhất Brasil.

## Sự nghiệp
Ông là một trong những người chủ trương thần học giải phóng, tích cực bảo vệ nhân quyền và đứng về phía người nghèo.  Năm 1959 ông lập ra Banco da Providência ở Rio de Janeiro, một tổ chức bác ái hiện vẫn còn hoạt động đấu tranh chống sự nghèo khó và những bất công xã hội.
Ông nổi tiếng về câu nói: "Khi tôi cho người nghèo thực phẩm thì họ gọi tôi là một ông thánh. Khi tôi hỏi tại sao người nghèo không có thức ăn, thì họ gọi tôi là một người cộng sản." 
Bài tiểu luận "Spiral of Violence" (Vòng xoáy bạo động) xuất bản năm 1971 của ông, được viết trong thời Chiến tranh Việt Nam. Bài này đặc biệt không chỉ vì cách thức mà nó liên kết các bất công hình thành theo kết cấu vòng xoáy (mức bạo động 1) với cuộc nổi dậy đang leo thang (mức bạo động 2) và phản ứng đàn áp (mức bạo động 3) - mà cũng còn vì cách thức mà ông kêu gọi thanh niên thế giới thực hiện các bước để phá vỡ vòng xoáy bạo lực nói trên. Cuốn sách này đã được in trong khoảng 20 năm (ở Anh, Pháp), nhưng một phiên bản điện tử bây giờ đã có trên trang web tại link bên dưới.
Ông chống đối mạnh mẽ chế độ độc tài quân sự ở Brasil (1964-1985) và đã tham dự nhiều diễn đàn, hội nghị ở châu Âu, đặc biệt ở Pháp (1970 tại Palais des Sports; 1983 với La Vie), trong đó ông tố giác tình trạng nghèo khó của thế giới thứ ba, các vụ bán vũ khí cho nước ông, chiến tranh Việt Nam và bạo lực của chế độ độc tài quân sự Brasil. 
Gần gũi với các phong trào bất bạo động, và dựa theo tôn chỉ của Gandhi và Martin Luther King, ông đưa ra đường lối mục vụ hướng vào việc phục vụ người nghèo trong xã hội.
Ngày 2.4.1985, ông từ chức Tổng Giám mục và sống để nhìn nhiều công trình cải cách của mình bị người kế vị Jose Cardoso Sobrinho bãi bỏ.
Ông qua đời ngày 27 tháng 8 năm 1999 tại Recife.

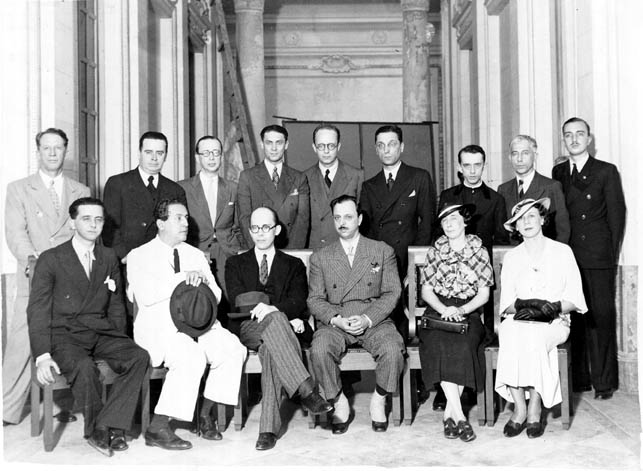
Đứng (từ trái sang phải): Manuel Bandeira, Alceu Amoroso Lima và Dom Hélder Câmara (người thứ 7); Ngồi: Lourenço Filho, Roquette-Pinto và Gustavo Capanema. Rio de Janeiro, 1936.

## Giải thưởng và Vinh dự
- Năm 1973, ông được American Friends Service Committee (Ủy ban phục vụ  các bạn hữu Hoa Kỳ).[3] đề cử cho Giải Nobel Hòa bình.
- Giải Pacem in Terris 1975
- Giải Hòa bình của Nhân dân  (Na Uy) 1974
- Giải Thomas Merton 1976
- Giải Niwano Hòa bình 1983
- Bằng tiến sĩ danh dự của các trường đại học Louvain (1970), đại học Chicago (1974), đại học Amsterdam (1975) và đại học Uppsala (1977).

## Tác phẩm
- Le tiers monde trahi, Paris, Desclée, 1968.
- Spirale de la violence, Paris, DDB, 1970.
- Révolution dans la paix, Paris, Le Seuil, 1970.
- Pour arriver à temps, Paris, DDB, 1970.
- Une journée avec Don Helder Camara, Paris, DDB, 1970.
- Le désert est fertile, Paris, DDB, 1971.
- Mille raisons pour vivre, Paris, Le Seuil, 1980.
- Des questions pour vivre, Paris, Le Seuil, 1984.
- L'Évangile avec Dom Helder, Paris, Le Seuil, 1985.
- Le rosaire de Dom Helder, Paris, DDB, 1997.

## Sách viết về Hélder Câmara
- Roger BOURGEON, L'archevêque des favelles, Paris, Robert Laffont, 1968.
- José de BROUCKER, Dom Helder Camara. La violence d'un pacifique, Paris, Fayard, 1969.
- José de BROUCKER, Les conversions d'un évêque, entretiens avec Dom Helder Camara, Paris, Le Seuil, 1977.
- Richard MARIN, Dom Helder Câmara, les puissants et les pauvres - Contribution à une histoire de l’ "Église des pauvres" dans le Nordeste brésilien, Paris, Éditions de l’ Atelier, coll. Eglises/sociétés, 1995, 366 p.
- José de BROUCKER, Les nuits d'un prophète. Dom Helder Camara à Vatican II, Paris, Cerf, 2005